# Campeonato Mundial de Atletismo Júnior de 2014 - Salto em distância masculino
A prova do salto em distância masculino do Campeonato Mundial de Atletismo Júnior de 2014 ocorreu entre os  dias 23 e 24 de julho em Eugene, nos Estados Unidos. 

## Recordes
Antes desta competição, os recordes mundiais e do campeonato nesta prova eram os seguintes:
|     | Nome             | Nacionalidade  | Distância | Local      | Data                |
| --- | ---------------- | -------------- | --------- | ---------- | ------------------- |
| WJR | Sergey Morgunov  | Rússia         | 8.35 m    | Cheboksary | 20 de junho de 2012 |
| CR  | James Stallworth | Estados Unidos | 8.20 m    | Plovdiv    | 9 de agosto de 1990 |

## Medalhistas
| Ouro              | Prata          | Bronze                  |
| Wang Jianan (CHN) | Lin Qing (CHN) | Shotaro Shiroyama (JPN) |

## Cronograma
Todos os horários são locais (UTC-7).
| Data        | Hora  | Evento       |
| ----------- | ----- | ------------ |
| 23 de julho | 10:00 | Qualificação |
| 24 de julho | 18:35 | Final        |

## Resultados

### Qualificação
Qualificação: 7,70 m (Q) ou pelo menos melhor 12 qualificado (q) 
| Posição | Grupo | Atleta                     | Nacionalidade  | Resultados | Notas |
| ------- | ----- | -------------------------- | -------------- | ---------- | ----- |
| 1       | A     | Wang Jianan                | China          | 7.93       | Q     |
| 2       | B     | Lin Qing                   | China          | 7.62       | q     |
| 3       | A     | José Luis Despaigne        | Cuba           | 7.61       | q     |
| 4       | A     | Shotaro Shiroyama          | Japão          | 7.55       | q     |
| 5       | B     | Travonn White              | Estados Unidos | 7.50       | q     |
| 6       | B     | Kodai Sakuma               | Japão          | 7.38       | q     |
| 7       | B     | Thobias Nilsson Montler    | Suécia         | 7.37       | q     |
| 8       | B     | Harold Barruecos           | Itália         | 7.36       | q     |
| 9       | A     | Yasser Triki               | Argélia        | 7.35       | q     |
| 10      | B     | Cédric Dufag               | França         | 7.34       | q     |
| 11      | B     | Lucas Marcelino dos Santos | Brasil         | 7.33       | q     |
| 12      | B     | Fernando Ramos             | Espanha        | 7.31       | q     |
| 13      | A     | Laquan Nairn               | Bahamas        | 7.29       |       |
| 14      | B     | Chan Ming Tai              | Hong Kong      | 7.27       |       |
| 15      | A     | Jacob Fincham-Dukes        | Reino Unido    | 7.23       |       |
| 16      | A     | Duwayne Boer               | África do Sul  | 7.21       |       |
| 17      | A     | Shamar Rock                | Barbados       | 7.20       |       |
| 18      | B     | Santiago Cova              | Venezuela      | 7.18       |       |
| 19      | B     | Amund Høie Sjursen         | Noruega        | 7.17       |       |
| 20      | A     | Benjamin N'Guerret         | França         | 7.17       |       |
| 21      | B     | Aleksandr Noskevich        | Rússia         | 7.15       |       |
| 22      | A     | Filippo Randazzo           | Itália         | 7.06       |       |
| 23      | A     | Filip Pravdica             | Croácia        | 7.02       |       |
| 24      | A     | Kenneth Fisher             | Estados Unidos | 6.97       |       |
| 25      | B     | Joseph Sinkala             | Zâmbia         | 6.88       |       |
| 26      | B     | Stevens Dorcelus           | Canadá         | 6.87       |       |
| —       | A     | Mustafa Mohamed al-Zawri   | Arábia Saudita | NM         |       |
| —       | A     | Bruno de Souza             | Brasil         | NM         |       |

### Final
A prova final foi realizada no dia 24 de julho às 18:35. 
| Posição | Atleta                     | Nacionalidade  | 1    | 2    | 3    | 4    | 5    | 6    | Resultados | Notas |
| ------- | -------------------------- | -------------- | ---- | ---- | ---- | ---- | ---- | ---- | ---------- | ----- |
| 01 !    | Wang Jianan                | China          | X    | 8.07 | 8.08 | 7.67 | X    | 7.94 | 8.08       |       |
| 02 !    | Lin Qing                   | China          | 7.94 | X    | 7.86 | 7.60 | X    | X    | 7.94       |       |
| 03 !    | Shotaro Shiroyama          | Japão          | X    | 7.83 | 6.01 | 7.59 | X    | 7.72 | 7.83       |       |
| 4       | Travonn White              | Estados Unidos | X    | 7.72 | X    | 7.24 | 7.35 | X    | 7.72       |       |
| 5       | Kodai Sakuma               | Japão          | 7.71 | 7.40 | 7.67 | 5.96 | 7.66 | 7.58 | 7.71       |       |
| 6       | José Luis Despaigne        | Cuba           | X    | 7.51 | 7.57 | 7.71 | X    | X    | 7.71       |       |
| 7       | Cédric Dufag               | França         | 7.52 | 7.67 | 7.28 | 7.37 | 7.46 | X    | 7.67       |       |
| 8       | Thobias Nilsson Montler    | Suécia         | 5.95 | 7.64 | 7.65 | 7.42 | 7.56 | X    | 7.65       |       |
| 9       | Lucas Marcelino dos Santos | Brasil         | 7.48 | 7.56 | 7.42 | —    | —    | —    | 7.56       |       |
| 10      | Harold Barruecos           | Itália         | 6.99 | 7.02 | 7.45 | —    | —    | —    | 7.45       |       |
| 11      | Fernando Ramos             | Espanha        | 6.81 | 7.39 | 7.34 | —    | —    | —    | 7.39       |       |
| 12      | Yasser Triki               | Argélia        | —    | —    | —    | —    | —    | —    | DNS        |       |

Legenda
| Recorde mundial       | Recorde mundial (World record)               |                       | Recorde africano                      | Recorde africano (African) |                                           | Q | Classificado por posição (Qualified) |
| Recorde do campeonato | Recorde do campeonato (Championship record)  | Recorde da América    | Recorde da América (Americas)         | q                          | Classificado por melhor tempo (Qualified) |   |                                      |
| Melhor marca do ano   | Melhor marca do ano (World leading)          | Recorde asiático      | Recorde asiático (Asian)              | DNS                        | Não largou (Did not start)                |   |                                      |
| Recorde nacional      | Recorde nacional (National record)           | Recorde europeu       | Recorde europeu (European)            | DNF                        | Não terminou (Did not finish)             |   |                                      |
| Recorde pessoal       | Recorde pessoal do atleta (Personal best)    | Recorde da Oceania    | Recorde da Oceania (Oceania)          | DSQ / DQ                   | Desclassificado (Disqualified)            |   |                                      |
| Recorde da temporada  | Recorde da temporada do atleta (Season best) | Recorde sul-americano | Recorde sul-americano (South America) | NM                         | Sem marca (No mark)                       |   |                                      |